# Anders Klynge
Anders Ferslev Klynge (* 14. Oktober 2000 in Odense) ist ein dänischer Fußballspieler.
Auf der Position des zentralen Mittelfeldspielers eingesetzt, steht er bei FK Bodø/Glimt unter Vertrag. Zudem gehörte er zum Kader der U16-Nationalmannschaft seines Landes.

## Karriere

### Verein
Anders Klynge, geboren in Odense, entstammt der Akademie von Odense BK und gab am 22. Juni 2020 im Alter von 19 Jahren beim 2:1-Auswärtssieg gegen Lyngby BK sein Profidebüt in der Superliga. Er absolvierte insgesamt vier Spiele in der zweigleisigen sogenannten Abstiegsrunde, an deren Ende Odense BK in seiner Staffel den Gruppensieg errang. So kam der Verein in die ligainternen Play-offs um die Teilnahme am europäischen Wettbewerb und „OB“ setzte sich gegen Randers FC und auch gegen den AC Horsens durch, ehe Aarhus GF das Ende der Träume von europäischen Nächten bedeutete. Klynge kam dabei sowohl im Hin- als auch im Rückspiel gegen Randers zum Einsatz.
Er wechselte daraufhin ablösefrei zum damaligen Erstligaabsteiger Silkeborg IF, wo er einen Dreijahresvertrag erhielt. Anders Klynge kam in Silkeborg, einer Stadt mit etwa 50.000 Einwohnern, 40 Kilometer von Aarhus entfernt, regelmäßig zum Einsatz, dabei stand er nicht selten in der Anfangsformation und wurde dabei immer als zentraler Mittelfeldspieler eingesetzt. Mit zwei Toren und sechs Vorlagen trug er zum sofortigen Wiederaufstieg der Zentraljüten bei. Klynge kam auch in der Superliga regelmäßig zum Einsatz und auch hier stand er mal in der Startelf – überwiegend als zentraler Mittelfeldspieler, vereinzelt als Außenstürmer –, mal war er Einwechselspieler. Der Erstligaaufsteiger aus Silkeborg qualifizierte sich überraschend für das internationale Geschäft und startete in der Saison 2022/23 in der dritten Qualifikationsrunde zur Europa League, wo der finnische Klub HJK Helsinki Endstation bedeutete. Anders Klynge und die Seinen spielten jedoch weiterhin im Europapokalwettbewerb, denn sie kamen in die Gruppenphase der Conference League, wo sie auf den RSC Anderlecht, West Ham United (Vorjahreshalbfinalist in der Europa League) und auf FCSB Bukarest trafen. Die Spiele gegen den Brüsseler Vorortverein aus Anderlecht und gegen den Premier-League-Verein West Ham United gingen verloren, jedoch wurde der rumänische Vertreter aus Bukarest zweimal mit 5:0 geschlagen, wobei Klynge in beiden Spielen jeweils ein Tor erzielte. Ihm war inzwischen der Durchbruch gelungen, denn er hatte sich zur festen Größe im zentralen Mittelfeld der Silkeborger entwickelt. Den Erfolg aus der vorangegangenen Saison konnte Silkeborg IF nicht bestätigen, sondern sie mussten in die Abstiegsrunde, doch mit dem dritten Platz gelang ihnen der Klassenerhalt. Zudem erreichte Anders Klynge, der bereits im Dezember 2021 seinen Vertrag bis Sommer 2025 verlängert hatte, mit seinem Verein im dänischen Pokal das Halbfinale, wo sie jedoch gegen Aalborg BK ausschieden.
In der Saison 2023/24 kam er des Öfteren als rechter Mittelfeldspieler, vereinzelt auch im offensiven Mittelfeld oder auch als linker Außenstürmer zum Einsatz. Genau wie in der Saison 2021/22 erreichte Silkeborg IF wieder die Meisterrunde, in der jedoch als Letzter der europäische Wettbewerb verfehlt wurde. Klynge erreichte aber auf einem anderen Weg das internationale Geschäft, denn er gewann am 9. Mai 2024 den dänischen Pokal, nachdem im Finale Aarhus GF mit 1:0 geschlagen wurde. In der folgenden Spielzeit langte es nur zu Platz 7, trotzdem konnte sich Klynge mit seinem Team über das Conference-League-Playoff international qualifizieren. 
Am 12. Juni 2025 gab der norwegische Klub FK Bodø/Glimt die Verpflichtung von Anders Klynge bekannt; er unterschrieb einen Vertrag bis zum Sommer 2028.

### Nationalmannschaft
Anders Klynge gehörte zum Kader von Dänemarks U16-Nationalmannschaft, kam jedoch nicht zum Einsatz.